# Grand Prix Nizozemska
Grand Prix Nizozemska (anglicky Dutch Grand Prix, nizozemsky Grote Prijs van Nederland) je jedním ze závodů mistrovství světa vozů Formule 1, pořádané Mezinárodní automobilovou federací, který se konal mezi lety 1950 a 1985 a od roku 2021 na okruhu Circuit Zandvoort u Zandvoortu v Nizozemsku.

## Vítězové Grand Prix Nizozemska
Tučně jsou znázorněni účastníci aktuální sezóny šampionátu Formule 1.
Růžové pozadí znázorňuje závody, které nebyly součástí šampionátů Formule 1.

### Opakovaná vítězství (jezdci)
| Počet vítězství | Jezdec         | Rok                    |
| --------------- | -------------- | ---------------------- |
| 4               | Jim Clark      | 1963, 1964, 1965, 1967 |
| 3               | Jackie Stewart | 1968, 1969, 1973       |
| 3               | Niki Lauda     | 1974, 1977, 1985       |
| 3               | Max Verstappen | 2021, 2022, 2023       |
| 2               | Louis Rosier   | 1950, 1951             |
| 2               | Alberto Ascari | 1952, 1953             |
| 2               | Jack Brabham   | 1960, 1966             |
| 2               | James Hunt     | 1975, 1976             |
| 2               | Alain Prost    | 1981, 1984             |

### Opakovaná vítězství (týmy)
| Počet vítězství | Konstruktér | Rok                                            |
| --------------- | ----------- | ---------------------------------------------- |
| 8               | Ferrari     | 1952, 1953, 1961, 1971, 1974, 1977, 1982, 1983 |
| 6               | Lotus       | 1963, 1964, 1965, 1967, 1970, 1978             |
| 4               | McLaren     | 1976, 1984, 1985, 2024                         |
| 3               | Red Bull    | 2021, 2022, 2023                               |
| 2               | Talbot-Lago | 1950, 1951                                     |
| 2               | BRM         | 1959, 1962                                     |
| 2               | Matra       | 1968, 1969                                     |
| 2               | Brabham     | 1966, 1980                                     |

### Opakovaná vítězství (dodavatelé motorů)
| Počet vítězství | Dodavatel   | Roky                                                       |
| --------------- | ----------- | ---------------------------------------------------------- |
| 10              | Ford*       | 1967, 1968, 1969, 1970, 1973, 1975, 1976, 1978, 1979, 1980 |
| 8               | Ferrari     | 1952, 1953, 1961, 1971, 1974, 1977, 1982, 1983             |
| 4               | Climax      | 1960, 1963, 1964, 1965                                     |
| 2               | Talbot-Lago | 1950, 1951                                                 |
| 2               | Mercedes**  | 1955, 2024                                                 |
| 2               | BRM         | 1959, 1962                                                 |
| 2               | TAG***      | 1984, 1985                                                 |

* Byl vyráběn Cosworth.

** V letech 1998-2005 působil jako Ilmor.

** Byl vyráběn Porsche.

### Vítězové v jednotlivých letech
| Rok         | Jezdec             | Konstruktér         | Výsledky  |           |
| ----------- | ------------------ | ------------------- | --------- | --------- |
| 2024        | Lando Norris       | McLaren-Mercedes    | Výsledky  |           |
| 2023        | Max Verstappen     | Red Bull–Honda RBPT | Výsledky  |           |
| 2022        | Max Verstappen     | Red Bull–RBPT       | Výsledky  |           |
| 2021        | Max Verstappen     | Red Bull–Honda      | Výsledky  |           |
| 2020 - 1986 | Nejelo se          | Nejelo se           | Nejelo se | Nejelo se |
| 1985        | Niki Lauda         | McLaren-TAG         | Výsledky  |           |
| 1984        | Alain Prost        | McLaren-TAG         | Výsledky  |           |
| 1983        | René Arnoux        | Ferrari             | Výsledky  |           |
| 1982        | Didier Pironi      | Ferrari             | Výsledky  |           |
| 1981        | Alain Prost        | Renault             | Výsledky  |           |
| 1980        | Nelson Piquet      | Brabham-Ford        | Výsledky  |           |
| 1979        | Alan Jones         | Williams-Ford       | Výsledky  |           |
| 1978        | Mario Andretti     | Lotus-Ford          | Výsledky  |           |
| 1977        | Niki Lauda         | Ferrari             | Výsledky  |           |
| 1976        | James Hunt         | McLaren-Ford        | Výsledky  |           |
| 1975        | James Hunt         | Hesketh-Ford        | Výsledky  |           |
| 1974        | Niki Lauda         | Ferrari             | Výsledky  |           |
| 1973        | Jackie Stewart     | Tyrrell-Ford        | Výsledky  |           |
| 1972        | Nejelo se          | Nejelo se           | Nejelo se | Nejelo se |
| 1971        | Jacky Ickx         | Ferrari             | Výsledky  |           |
| 1970        | Jochen Rindt       | Lotus-Ford          | Výsledky  |           |
| 1969        | Jackie Stewart     | Matra-Ford          | Výsledky  |           |
| 1968        | Jackie Stewart     | Matra-Ford          | Výsledky  |           |
| 1967        | Jim Clark          | Lotus-Ford          | Výsledky  |           |
| 1966        | Jack Brabham       | Brabham-Repco       | Výsledky  |           |
| 1965        | Jim Clark          | Lotus-Climax        | Výsledky  |           |
| 1964        | Jim Clark          | Lotus-Climax        | Výsledky  |           |
| 1963        | Jim Clark          | Lotus-Climax        | Výsledky  |           |
| 1962        | Graham Hill        | BRM                 | Výsledky  |           |
| 1961        | Wolfgang von Trips | Ferrari             | Výsledky  |           |
| 1960        | Jack Brabham       | Cooper-Climax       | Výsledky  |           |
| 1959        | Jo Bonnier         | BRM                 | Výsledky  |           |
| 1958        | Stirling Moss      | Vanwall             | Výsledky  |           |
| 1957 - 1956 | Nejelo se          | Nejelo se           | Nejelo se | Nejelo se |
| 1955        | Juan Manuel Fangio | Mercedes            | Výsledky  |           |
| 1954        | Nejelo se          | Nejelo se           | Nejelo se | Nejelo se |
| 1953        | Alberto Ascari     | Ferrari             | Výsledky  |           |
| 1952        | Alberto Ascari     | Ferrari             | Výsledky  |           |
| 1951        | Louis Rosier       | Talbot-Lago         | Výsledky  |           |
| 1950        | Louis Rosier       | Talbot-Lago         | Výsledky  |           |